# Toleutai Suleimenov
Toleutai Iscaculi Suleimenov (en kazajo: Төлеутай Ысқақұлы Сүлейменов. Semey, 1 de octubre de 1941) es un diplomático y estadista kazajo que ha desempeñado cargos exteriores para Kazajistán tanto en su etapa soviética como en su actual etapa independiente.

## Biografía
Toleutai Suleimenov nació en la ciudad kazaja de Semey, entonces parte de la República socialista soviética de Kazajistán, una de las repúblicas soviéticas de la Unión de Repúblicas Socialistas Soviéticas y que sería unos años más tarde la primera ciudad donde se desarrollaría el programa soviético de armas nucleares.
Suleimenov se trasladó a Karagandá, una de las ciudades objetivo del programa gubernamental soviético de poblar las «tierras vírgenes» kazajas (tierras más despobladas del norte kazajo) para sus estudios superiores. Se graduó en el Instituto Politécnico de Karagandá, (actual Universidad Técnica Estatal de Karagandá) en 1967.
- 1959-1969 trabajó como obrero, capataz de taller y secretario del Comité del Komsomol en la Planta Metalúrgica de Karagandá (KMK).
- 1971-1977 en el Comité Ejecutivo de la ciudad de Temirtau.
- 1977-1980, becario de la Academia de Diplomacia del Ministerio de Asuntos Exteriores de la URSS.
- 1980-1981 Primer Secretario del Departamento de Medio Oriente de la URSS.
- 1981-1985 Cónsul de la Misión General de la URSS en Afganistán en Mazar-e Sarif.
- 1985-1988, consultor del Departamento de Oriente Medio del Ministerio de Asuntos Exteriores de la URSS.
- 1988-1991 Consejero de la Embajada de la URSS en Irán.
- 1991-1994, Ministro de Asuntos Exteriores de la recién independizada República de Kazajistán.[1]
- Desde 1994 se ha desempeñado como embajador de Kazajistán:
  - 1994-1996. Embajador extraordinario y plenipotenciario de Kazajistán en Estados Unidos.
  - 1996-2001. Embajador en Hungría.
  - 2001-2003. Embajador en Bélgica.
  - Mayo-julio de 2003. Embajador para Luxemburgo y Holanda.
  - 2003-2005. Embajador en Polonia.
  - En 2003, Suleimenov trabajó como jefe ejecutivo de la oficina de representación de Kazajistán en la Organización del Tratado del Atlántico Norte.
- Desde 2005 es director del Instituto de Diplomacia de la Academia de Administración del Estado bajo la presidencia de la República de Kazajistán.

## Premios
- Orden de la Insignia de Honor (1976.  Unión Soviética).
- Orden de la Gloria (1984.  Unión Soviética).
- Orden de Kurmet (2001.  Kazajistán).
- Título honorífico de «Empleado de honor del servicio diplomático de la República de Kazajistán» y otras medallas menores.[2]